# Francesco Del Vecchio
Pour les articles homonymes, voir Del Vecchio.
Francesco Del Vecchio, né le 21 avril 1987 à Terlizzi en Italie, est un joueur italien de volley-ball. Il mesure 1,95 m et joue réceptionneur-attaquant.

## Clubs
| Club                  | De        | À         |
| --------------------- | --------- | --------- |
| Trelicium Supervolley | 2001-2002 | 2008-2009 |
| Gioia del Volley      | 2009-2010 | 2009-2010 |
| Pallavolo Molfetta    | 2010-2011 | ...       |

## Palmarès
Néant.